# No More Love
No More Love는 조성모 4집으로 알려져 있는 조성모의 정규 앨범이다. 이 앨범의 타이틀곡은 잘가요 내사랑이다. 2001년 9월 13일 발매되었다.

## 수록곡
1. 잘가요... 내 사랑...
2. 진심
3. Never
4. 그대는 모릅니다
5. 단심 (丹心)
6. 상념 (相念)
7. 다시 시작된 사랑
8. Loving U
9. 우요일의 비가
10. 짝
11. 청 (請)
12. 약속
13. 부탁
14. Goodbye My Love(Reprise)

## 같이 보기
- 조성모